# Заиров, Интигам
Интигам Заиров (азерб. İntiqam Zahirov) — азербайджанский тяжёлоатлет, вице-чемпион Европы 2009 года.

## Спортивная карьера
В 2006 году Заиров принял участие на чемпионате мира, где занял 21-е место. Через год он занимает на чемпионате мира 27-е место. На чемпионате Европы 2008 года Интигам Заиров занимает 7-е место. В этом же году он представлял Азербайджан на Олимпийских играх, где занял 9-е место. Через год он занимает второе место на чемпионат Европы в Бухаресте. На чемпионате мира этого же года он занимает 5-место. На чемпионате мира 2010 года Заирову достаётся 7-е, а в 2011 году — 9-е место. На Олимпийских играх 2012 года в Лондоне Заиров занимает 6-е место. В 2013 году в Тиране Интигам Заиров становится чемпионом Европы. Однако по итогам допинг-теста у него в крови был обнаружен дегидрометилтестестерон, за что Заиров был дисквалифицирован до апреля 2015 года.